# 蒼の時
「蒼の時」（あおのとき）は、アンダーグラフの2枚目となるミニアルバム。

## 概要
3ヶ月振りとなるリリース。ユーズミュージック内に設立した自主レーベル「Acorn Records」（エイコーンレコーズ）からの第二弾作品となる。
キャッチコピーは、「意味のある音を、意味のある歌を、必ず来る夜明けと共に。」
「SoulJa」との異色コラボレーションが話題となった「2111 ～過去と未来で笑う子供達へ～」を 真戸原直人（Vo）が詞を書き直し、バンドサウンドで生まれ変わった「2011」。
彼らの故郷[大阪府枚方市]を走る「京阪電車」の情景を描いたイメージソング「夢を乗せて」。
夜明けの「蒼-あお-」をテーマに、「今」届けたい音を奏でた意欲作

## 収録曲
1. 2011
本作のリード楽曲。PVが制作されている。真戸原以外のメンバーが登場するビデオクリップはジャパニーズ ロック ファイター以来となる。
読み方は“ニーゼロイチイチ”
2. 夢を乗せて
「京阪電車・イメージソング」・エフエムひらかた（大阪府枚方市）7月度パワープレイ
3. かごめ
4. 時薬（ときぐすり）
5. 衣食住と君だけ
6. 人

## DVD収録内容
1. 「サンザシ」[video clip]
2. 「2111 ～過去と未来で笑う子供達へ～」（アンダーグラフ×SoulJa）[video clip]
3. メンバーインタビュー、レコーディング風景 他